# اورلاندو سیلوستری
اورلاندو سیلوستری (انگلیسی: Orlando Silvestri؛ زادهٔ ۲۰ اکتبر ۱۹۷۲) بازیکن فوتبال اهل فرانسه است.
از باشگاه‌هایی که در آن بازی کرده‌است می‌توان به باشگاه فوتبال کن و باشگاه فوتبال والنسین اشاره کرد.